# NYC Ghosts & Flowers
NYC Ghosts & Flowers es el undécimo álbum del año 2000 de la banda Sonic Youth. Es un lanzamiento de música enfadada, como reacción creativa al robo de sus instrumentos en julio de 1999, que incluían guitarras y pedales de efectos modificados, irreemplazables y de cuantioso valor. Fue también el primer álbum de Sonic Youth en utilizar masivamente guitarras preparadas desde el álbum Bad Moon Rising de 1985, lo que se hace más notorio en los temas "Small Flowers Crack Concrete" y "Lightnin".
La influencia de poesía beat en las letras del álbum es evidente. Se menciona a Lenny Bruce y D. A. Levy y el diseño de la cubierta se basa en una pintura de William S. Burroughs.
El álbum recibió críticas muy diversas. Brent DiCrescenzo, de Pitchfork Media, les dio la calificación más baja, de 0.0, raramente utilizada, mientras que Robert Christgau, por su parte, dijo que a momentos el álbum es más bello incluso que los aclamados Washing Machine o A Thousand Leaves.

## Lista de canciones
Todas las canciones escritas y compuestas por Sonic Youth. 
| N.º   | Título                                                                    | Duración |  |
| 1.    | «Free City Rhymes» (letra/voz Moore)                                      | 7:32     |  |
| 2.    | «Renegade Princess» (letra Moore, voz Moore, Gordon y Ranaldo)            | 5:49     |  |
| 3.    | «Nevermind (What Was It Anyway)» (letra/voz Gordon)                       | 5:37     |  |
| 4.    | «Small Flowers Crack Concrete» (letra Moore, voz Moore, Gordon y Ranaldo) | 5:12     |  |
| 5.    | «Side2Side» (letra/voz Gordon)                                            | 3:34     |  |
| 6.    | «StreamXSonik Subway» (letra/voz Moore)                                   | 2:51     |  |
| 7.    | «NYC Ghosts & Flowers» (letra/voz Ranaldo)                                | 7:52     |  |
| 8.    | «Lightnin'» (letra/voz Gordon)                                            | 3:51     |  |
| 42:18 |                                                                           |          |  |

## Estadísticas
| Año  | Álbum                | Estadística                     | Posición |
| ---- | -------------------- | ------------------------------- | -------- |
| 2000 | NYC Ghosts & Flowers | Official French Albums Chart    | N.º 37   |
| 2000 | NYC Ghosts & Flowers | Official Norwegian Albums Chart | N.º 37   |
| 2000 | NYC Ghosts & Flowers | Official UK Albums Chart        | N.º 113  |
| 2000 | NYC Ghosts & Flowers | Billboard Top 200               | N.º 172  |